# Breganzona
Breganzona è un quartiere di 5 352 abitanti del comune svizzero di Lugano, nel Canton Ticino (distretto di Lugano).

## Geografia fisica
Breganzona si trova su un rilievo a ovest di Lugano. Il territorio è collinare e vi è compreso il bosco di Breganzona.

## Storia

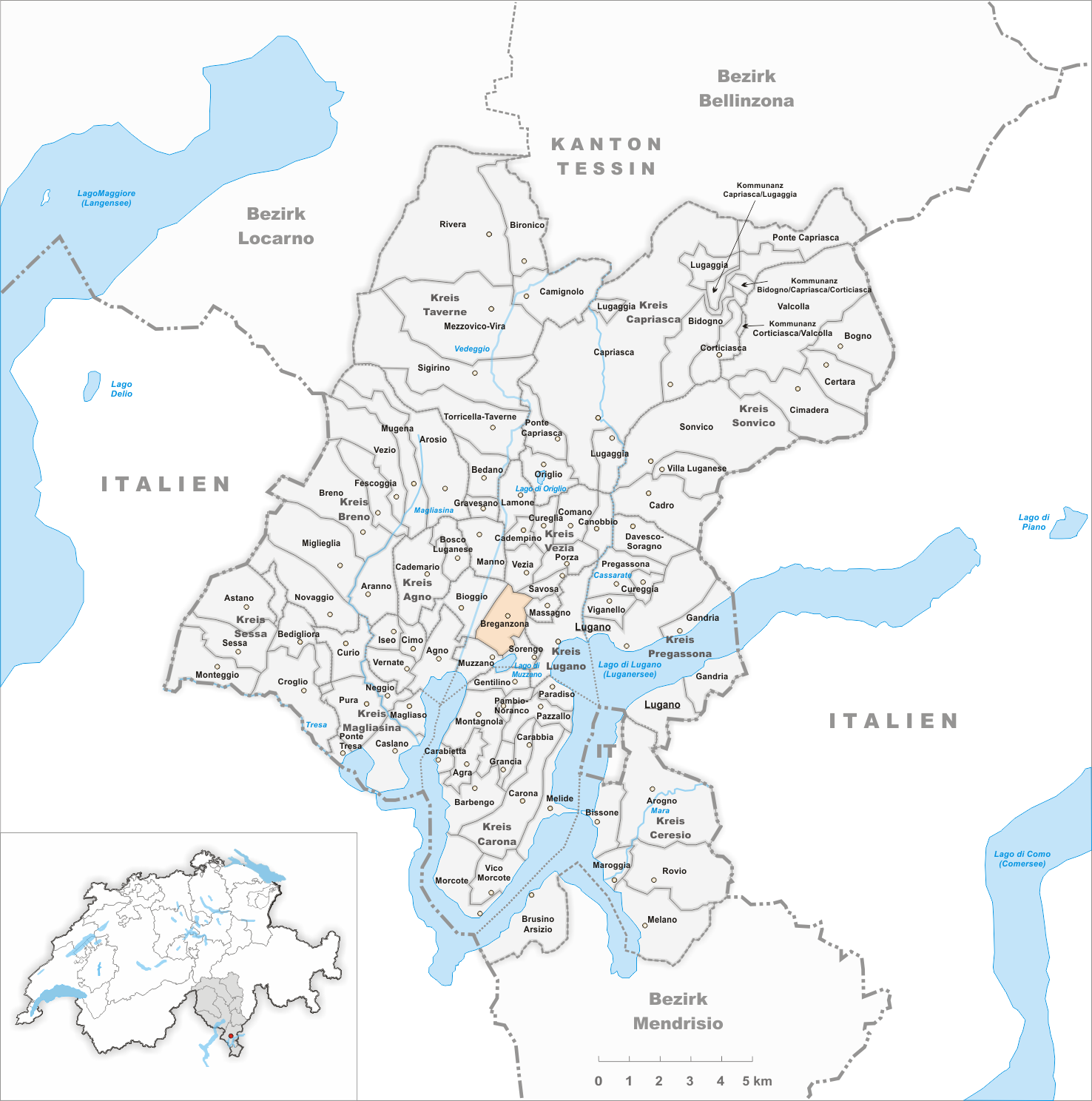
Il territorio del comune di Breganzona prima degli accorpamenti comunali del 2004

Breganzona fu menzionata per la prima volta nel 984 come Brianzona. Nel XII secolo il monastero di Sant'Ambrogio di Milano  vi possedeva proprietà terriere.
Gli abitanti di Breganzona e di Biogno vivevano principalmente di viticoltura, allevamento di pecore e bovini, castagneti e allevamento di bachi da seta.
Già comune autonomo che nel 1925 aveva inglobato il comune soppresso di Biogno (tranne la frazione Mulini di Bioggio, aggregata a Bioggio) e che si estendeva per 2,3 km², nel 2004 è stato accorpato a Lugano assieme agli altri comuni soppressi di Cureggia, Davesco-Soragno, Gandria, Pambio Noranco, Pazzallo, Pregassona e Viganello.

## Monumenti e luoghi d'interesse
- Chiesa dei Santi Quirico e Giulitta, risalente almeno al 1483.
- Oratorio di San Sebastiano, eretto nel 1579[1];
- Chiesa della Trasfigurazione.

## Società

### Evoluzione demografica
L'evoluzione demografica è riportata nella seguente tabella:
Abitanti censiti

## Amministrazione
Ogni famiglia originaria del luogo fa parte del cosiddetto comune patriziale e ha la responsabilità della manutenzione di ogni bene ricadente all'interno dei confini del quartiere.